# Adérito Waldemar Alves de Carvalho
Adérito Waldemar Alves de Carvalho, mais conhecido como Dédé, (Lobito, 4 de Julho de 1981) é um futebolista angolano, que joga habitualmente a médio. Atualmente defende o Benfica de Luanda.

## Carreira
No final da época 2008/2009 deixou o Futebol Clube Paços de Ferreira, para jogar no Arles-Avignon.

## Seleção
Dede representou o elenco da Seleção Angolana de Futebol no Campeonato Africano das Nações de 2013.